# 孝悌
孝悌（こうてい）は、儒教における根本的な徳目の一つで、親や兄姉といった年長者に対する崇敬を意味する概念。

## 概要
「孝」はよく親に従うこと、「悌」は兄や年長者によく従うことであり、「孝悌」と併用されることも多い。春秋時代にあらわれた孔子の言行録である『論語』には「孝悌なるものは、それ仁の本なるか」とあり、儒教における最高の徳目である「仁」の根本とされる。
戦国時代に現れた孟子においては、秩序ある社会を造っていくためには何よりも、親や年長者に対する崇敬の念、即ち「孝悌の心」を忘れないことが肝要であることを説き、『孟子』滕文公（とうぶんこう）上篇においては、「孝悌」を基軸に、道徳的法則として親・義・別・序・信の「五倫」の徳の実践が重要であることを主張した。